# You Can't Get Away with Murder
You Can't Get Away with Murder é um filme estadunidense de 1939 dirigido por Lewis Seiler e estrelado por Humphrey Bogart e Gale Page.

## Sinopse
Jovem Johnny Stone caiu sob a influência do pequeno vigarista Frank Wilson, que o envolve em roubo e assassinato usando arma roubada do namorado de sua irmã.

## Elenco
- Humphrey Bogart ...Frank Wilson
- Gale Page ...Madge Stone
- Billy Halop ...Johnny Stone
- John Litel ...advogado Carey
- Henry Travers ...Pop
- Harvey Stephens ...Fred Burke
- Harold Huber ...Tom Scappa
- Joe Sawyer ...Red
- Joe Downing ...Smitty
- George E. Stone ...Toad
- Joe King ... diretor Keeper (P.K.) (creditado como Joseph King)
- Joseph Crehan ...Warden
- John Ridgely ...Frentista
- Herbert Rawlinson ...Promotor
- Emory Parnell ... Segundo detetive